# メガマソ
メガマソは、日本のヴィジュアル系ロックバンドである。彩冷える（アヤビエ）のギタリストであった涼平を中心に結成された。2017年11月23日をもって解散（後述）。

## 来歴
メガマソの発起人である涼平は、それまで所属していたバンドの彩冷えるを脱退したのち、当初は自身がボーカルとなるバンドを組もうと考えていた。その時点で涼平からメガマソへの加入を熱烈に勧誘されたのが、Gou（現ベーシスト）と、優太（旧ドラマー）であった。涼平の要望によりGouは6弦ベースを弾くことになったが、本人はそれを楽しんだという。また優太は本人の希望により、スリー・バスのドラムセットを組んだ。涼平はメガマソを、今後の可能性を大きく広げることのできるバンドとして出発させたいと望んでいた。このような経緯からメガマソ最初期のメンバーが確定したのち、涼平は知人から偶然にインザーギのデモ音源を手渡された。それを聴いた涼平はインザーギの歌声に惚れ込み加入を打診し、インザーギはそれを快諾した。バンドの世界観の中心を担っているのは涼平であるものの、決して彼のワンマン・バンドではなく、涼平自身がメンバーの個性に面白味を感じることのできる編成での活動開始となった。
2007年3月21日にはメガマソ初のフルアルバムとして『ゆきしたたりほし』を発売し、これをもって、第一期メガマソの集大成とした。同年3月9日より初の全国単独ツアー「しんげつのみずたまり」を開催し、3月24日にはZepp Tokyoにて最終公演を行った。2006年12月16日にShibuya O-EASTにて行われたデビュー・ライブとは違い、初の全国単独ツアー「しんげつのみずたまり」の最終公演の演出は簡素なものであった。デビュー・ライブではバンドとしての経験不足が露呈してしまったことから、それを克服するため、全国を単独公演で巡る必要があったと涼平は述べている。
2007年6月9日のライブをもって、優太（ドラマー）がメガマソから脱退した。優太の脱退はバンドにとって大変なマイナスであったものの、残された三人が団結することにより、その危機を乗り越えることができた。優太の脱退が公表されてから、特に涼平は多くの非難にさらされた。しかしインザーギとGouが涼平を精神的に守り、メンバー間の結束はさらに強まった。11月21日よりツアー公演「冬駆ける眼窩」を行い、メンバーが三人になってからの初のツアーを挙行した。
2007年11月17日には、2枚目のフルアルバムである『またたくよる』を発売した。難解な楽曲が多かった『ゆきしたたりほし』と比べて、『またたくよる』は聴きやすくポップな楽曲が収録された。涼平を始めとして、メンバーが初めて聴いた音楽はJ-POPだった。涼平自身、親が運転する車の中で松田聖子を聴き、音楽とはよいものであると感じたという。涼平は、音楽に触れるきっかけは聴きやすい曲にあり、音楽はよいものであると聴き手に認識してもらえるような存在になれることを願って、聴きやすさを意識した作品作りをしたと述べている。
ベスト・アルバム、音楽配信限定シングル、二ヶ月連続のシングルなどの発売を経て、2008年11月26日にはMUSIC ON! TVにて彼らの単独ライブを収録した番組「ASAHI SUPER DRY The LIVE Premium メガマソ」が放送された。2009年1月12日には、SHIBUYA-AXにて単独公演「渋谷夜空拡大」を開催した。
2009年10月7日にシングル『chimes』の発売をもって、avex traxよりメジャー・デビューを果たした。所属事務所も、同系列であるエイベックス・マネジメントに移籍した。エイベックス・マネジメントがヴィジュアル系アーティストをマネジメントするのは、メガマソが初であった。
2010年3月10日にアルバム『M of Beauty』をavex traxより発売した。その後、エイベックス・エンタテインメント内のヴィジュアル系レコードレーベルであるHPQへ社内移籍し、2011年2月16日にアルバム『Loveless, more Loveless』を発売した。表題曲である「Loveless, more Loveless」ではなくカバー曲である「すみれ September Love」をミュージック・ビデオに使用して各媒体へ宣伝を行い、かつて同曲をカバーしたSHAZNAのIZAMを音源およびミュージック・ビデオの両方に客演として招聘し、同曲の作曲家であり初演者でもあった一風堂の土屋昌巳に同音源の制作を依頼するという力の入れようであった。だが、その後エイベックス・エンタテインメント内のレコードレーベルからの新譜の発売は打ち切られた。
それでも所属事務所としてのエイベックス・マネジメント（レコード会社としてのエイベックス・エンタテインメントとは同系列であるがあくまで別法人）との契約は残っていたと見え、レコード会社としてのエイベックス・エンタテインメントから新譜の発売が打ち切られたのちも、シングル『雪はまだ降り注いでいるか?』を所属事務所であるエイベックス・マネジメントが自らインディーズ・レーベルとして2012年1月18日に発売し、レコード流通は同系列のレコード流通会社であるエイベックス・マーケティングではなく、ポニーキャニオンの子会社であるPCI MUSICに委託した。PCI MUSICは、メガマソがエイベックスに移籍する前に在籍していた株式会社ネクスターコーポレーションのレコードレーベル「NXSIE RECORDS」によって流通を委託されていた株式会社エクセルキューのレコード流通部門「QQS DISTRIBUTION」が、エクセルキューの解散に伴い、ポニーキャニオンの支援を受けるかたちで独立し設立された法人である。すなわち、『雪はまだ降り注いでいるか?』は、メガマソのインディーズ時代の作品の流通を一手に担っている販路に実質的に戻されたかたちとなった（ただし「NXSIE RECORDS」より発売されたインディーズ時代最後のアルバム『SWEET SWITCH』のみ、コロムビアミュージックエンタテインメントが流通を受託した）。にもかかわらず、エイベックス・マネジメント自身からの新譜の発売は、『雪はまだ降り注いでいるか?』のただ一作をもって打ち切られた。
その後、メガマソはタイムリーレコードより2012年7月18日にシングル『SWAN SONG』を発売し、7月30日に所属事務所としてタイムリーレコードへ移籍したことを発表した。これにより、メガマソは名実ともにインディーズに回帰した。

そして2014年6月30日をもってタイムリーレコードとの契約満了に伴い、所属事務所をMINGA MUZIK（SPACE SHOWER MUSIC）へ移籍した。
2015年9月9日、同12月16日に行われる9周年記念公演をもっておよそ1年間の少し長めの冬眠（活動休止）をすると発表。その後、2016年12月10日に品川インターシティホールで開催されたライブ「THE FIRST REUNION,SECOND NIMBUS」をもって活動再開したが、2017年8月20日には同年11月23日に開催されるラストライブ「MEGAMASSO FINAL LIVE "世界が正しい夜に、ここにいて。"」をもって解散することを正式に発表し、同ライブをもって解散した。

## ディスコグラフィ

### シングル
- 星降町にて （2007年6月6日） オリコンインディーズチャート初登場3位
- LIPS （2007年8月15日）　オリコンインディーズチャート初登場2位
- ビューティフルガール （2008年8月6日）オリコン週間チャート初登場49位
- white,white （2008年9月24日）オリコン週間チャート初登場41位
- BLESS （2009年3月25日）オリコン週間チャート初登場48位
- chimes （2009年10月7日）オリコン週間チャート初登場16位
  - NTV系テレビ「メロjpでいこう!」オープニングテーマ。メジャーデビュー作品。
- MEMORIES （2010年1月27日）オリコン週間チャート初登場26位
  - テレビ東京系「遠藤淳」1 - 3月度エンディングテーマ。
- トワイライトスター （2010年5月26日）オリコン週間チャート初登場36位
  - NHK教育テレビアニメ「メジャー 第6シリーズ」エンディングテーマ。
- 花びら （2010年8月25日）オリコン週間チャート初登場36位
  - TBS系テレビ「ランク王国」8・9月度オープニングテーマ。
- 雪はまだ降り注いでいるか? （2012年1月18日）オリコン週間チャート初登場33位
- SWAN SONG （2012年7月18日）オリコン週間チャート初登場61位
- ベゾアルステーン （2012年10月3日）オリコン週間チャート初登場54位
- WINTER HOLLOW （2012年12月5日）オリコン週間チャート初登場91位
- 泣き声で気づいた。 （2013年8月7日）オリコン週間チャート初登場51位
- Deep Snow / 深雪 （2013年12月11日）オリコン週間チャート初登場41位
- ブラインドイノセンス （2014年5月14日）オリコン週間チャート初登場36位
- St.Lily （2014年11月5日）オリコン週間チャート初登場44位
- MISS WAVES/VIPER （2015年3月11日）オリコン週間チャート初登場38位
- ふとん史/ザセカンドニムバス （2016年12月7日）オリコン週間チャート初登場56位

### ミニアルバム
- 涙猫 （2006年12月6日、NXSI-0011）
- 櫂の目塔の属領 （2007年1月24日、NXSI-0013） オリコンインディーズチャート初登場8位

### アルバム
- ゆきしたたりほし （2007年3月21日） オリコンインディーズチャート初登場5位、メジャーチャート148位
- またたくよる （2007年10月17日） オリコンインディーズチャート初登場4位、メジャーチャート78位
- SWEET SWITCH （2009年7月8日） オリコン週間チャート初登場82位
- M of Beauty （2010年3月10日）メジャー1stアルバム、オリコン週間チャート初登場76位
- Loveless, more Loveless （2011年2月16日）オリコン週間チャート初登場41位
- 動かなくなるまで、好きでいて。 （2013年4月10日）オリコン週間チャート初登場41位
- ニシュタリ  （2015年8月5日）オリコン週間チャート初登場60位
- 天使崩壊 （2017年6月21日）オリコン週間チャート初登場85位

### ベストアルバム
- mega-star's prayer presents『メガマソ人気音源集』 （2008年3月19日）オリコン週間チャート初登場89位
- M4U （2014年7月2日）オリコン週間チャート初登場142位

### DVD
- Mega-star Tokyo （2007年2月21日）
- lunch box M4 （2007年7月18日）
- 渋谷アンダーザスノウ ～冬駆ける眼窩～ （2008年3月5日）
- チャイムス オブ ラブリーリベリオン ～SWEET CORONATION～ （2010年3月17日）
- 2011 Listener's Best Tour Final  Mega-Star's Prayer in TOKYO Night （2012年5月）
- 旧約偽典MEGAMASSO ～渋谷鐘楼永続～ （2013年12月11日）
- メガマソ2015ウィンターツアーファイナル「MEGAMASSO-サイレントガール,オープニングガール-」 （2016年3月14日）

### 限定音源
- Mega-star's prayer メガマニアックスVol.1 （ファンクラブ限定）
- ニューロマンサー（神経系亜人性） （2006年12月16日 / ワンマンライブ「LIMELIGHT」）
- バイパー （2007年3月24日 / ZeppTokyo 「メガマソLIVE-TOUR 2007 ～しんげつのみずたまり～」）
- スウィトスキンライクアキャンディ （2007年8月20日 / SHIBUYA AX ワンマンライブ「Tokyo Mega-star's night」）
- SUPERNOVA （2009年1月12日 / SHIBUYA AX ワンマンライブ）
- つむり森開き （2009年9月10日 / 赤坂BLITZ ワンマンライブ「赤坂秘儀～SWEET CORONATION～」）
- ザガールダイドホエンバウンド （2011年7月23日 / メガマソ 2011 Listener's Best Tour「Mega-Star's Prayer」）
- hello,X'mas （2012年11月26日 / 2013年メガマソオフィシャルカレンダー購入特典）
- まんげつのよるにぬけだして。 / ステイ with ミー （2014年9月13日 / MEGAMASSO TOUR「'SALVATION'」）
- フロスチ （2015年11月9日 / メガマソ 2015 ウインターツアー「MEGAMASSO-ザファーストラストニムバス-」）
- 雨降る夜に （2016年12月10日 / MEGAMASSO LIVE 2016「THE FIRST REUNION,SECOND NIMBUS」）

### 限定DVD
- Mega-Star's Prayer in TOKYO Night （2007年2月21日 / 通販限定盤）
- モダンアンプリファイア （2007年11月24日 / ツアー「冬駆ける眼窩」会場限定販売）
- 'SALVATION' TOUR FINAL 空虚の百合が咲く怪物、生誕 ( 2015年7月25日 / ライブ会場限定販売)

### 音楽配信限定
- みなづき、みっそう / よれる物置 （2008年5月8日）
- ライデンムシュフシュ （2009年1月末日）
- コールベゾアル （2012年12月16日 ～ 2012年12月24日）

## メガマチュ
メガマソが、フジテレビ721のバラエティ番組『空飛ぶ!爆チュー問題』の企画で結成したロックバンド。ネズミ界の人気バンドという設定で、メンバー全員がネズミのコスプレをしている。番組内では爆チュー問題の二人と共演してライブを披露。2007年のクリスマス・ライブにも出演し、書き下ろし曲でCDデビューも果たした。

### メンバー
- ボーカル：インザーギチュー[22]
- ギター：涼平チュー[23]
- ベース：Gouチュー

### ディスコグラフィ

#### シングル
- キスミイチュチュ （2008年2月20日、NXSI-0028） オリコンインディーズチャート初登場4位